# Jamal Fathi

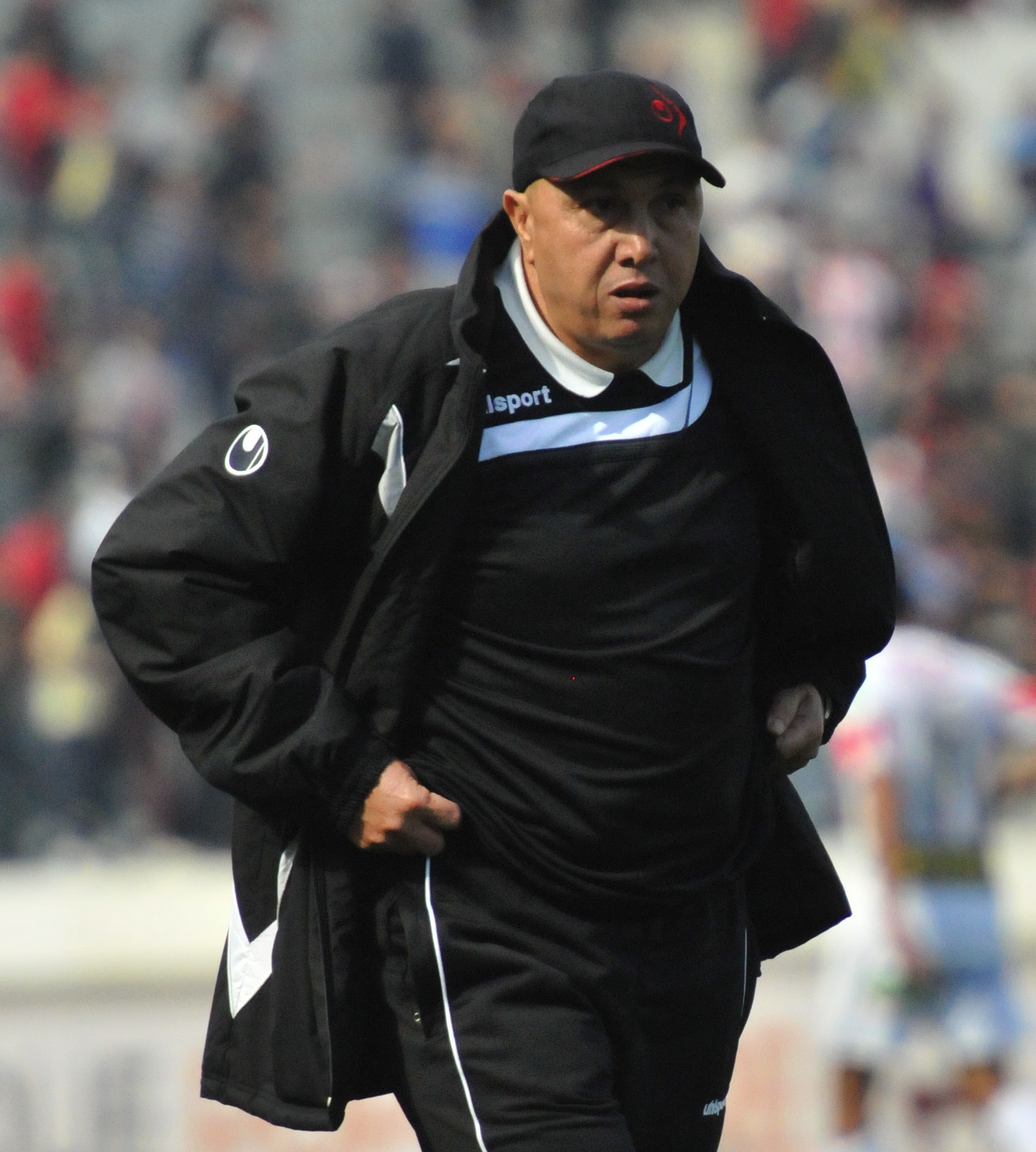
Jamal Fathi in 2012

Fathi Jamal (Casablanca, 11 februari 1959) is een Marokkaanse voetbalcoach.
Hij is assistent trainer, trainer van het Olympische team en tot 1 juli 2008 interim-coach bij het Marokkaans voetbalelftal. Zijn laatste wedstrijd was die tegen het Rwandees voetbalelftal op 21 juni 2008. Dat was een WK 2010-kwalificatiewedstrijd.
In de zomer van 2009 wordt Fathi Jamal aangesteld als coach van Kawkab Marrakech.

## Trainerscarrière
| Seizoen    | Team                | Wedstrijden | Winst | Gelijk | Verlies |
| ---------- | ------------------- | ----------- | ----- | ------ | ------- |
| 2009-heden | Kawkab Marrakech    | ..          | ..    | ..     | ..      |
| 2008       | Nationaal Team      | 5           | 4     | 0      | 1       |
| 2005       | Nationaal Team U-20 | 7           | 4     | 0      | 3       |